# Angel (Lionel Richie)
Angel è un singolo del cantautore statunitense Lionel Richie, pubblicato nel 2000 ed estratto dall'album Renaissance.

## Tracce
- CD Maxi Singolo

1. Angel (Metro Mix) - 3:45
2. Angel (Boogieman Remix Radio Edit) - 3:59
3. Angel (Boogieman Remix Extended) - 6:45
4. Angel (Crash & Burn Remix Dub) - 5:47
5. Angel (Crash & Burn Remix Vocal) - 6:02
6. Angel (Boogieman Remix Dub) - 6:21

## Video
Il videoclip della canzone è stato girato a Berlino.

## Classifiche
| Classifica (2000/2001) | Posizione massima |
| ---------------------- | ----------------- |
| Austria                | 6                 |
| Belgio (Fiandre)       | 52                |
| Belgio (Vallonia)      | 64                |
| Francia                | 49                |
| Germania               | 9                 |
| Italia                 | 24                |
| Nuova Zelanda          | 31                |
| Paesi Bassi            | 6                 |
| Regno Unito            | 18                |
| Stati Uniti            | 70                |
| Svezia                 | 42                |
| Svizzera               | 27                |